# Keita Sawa

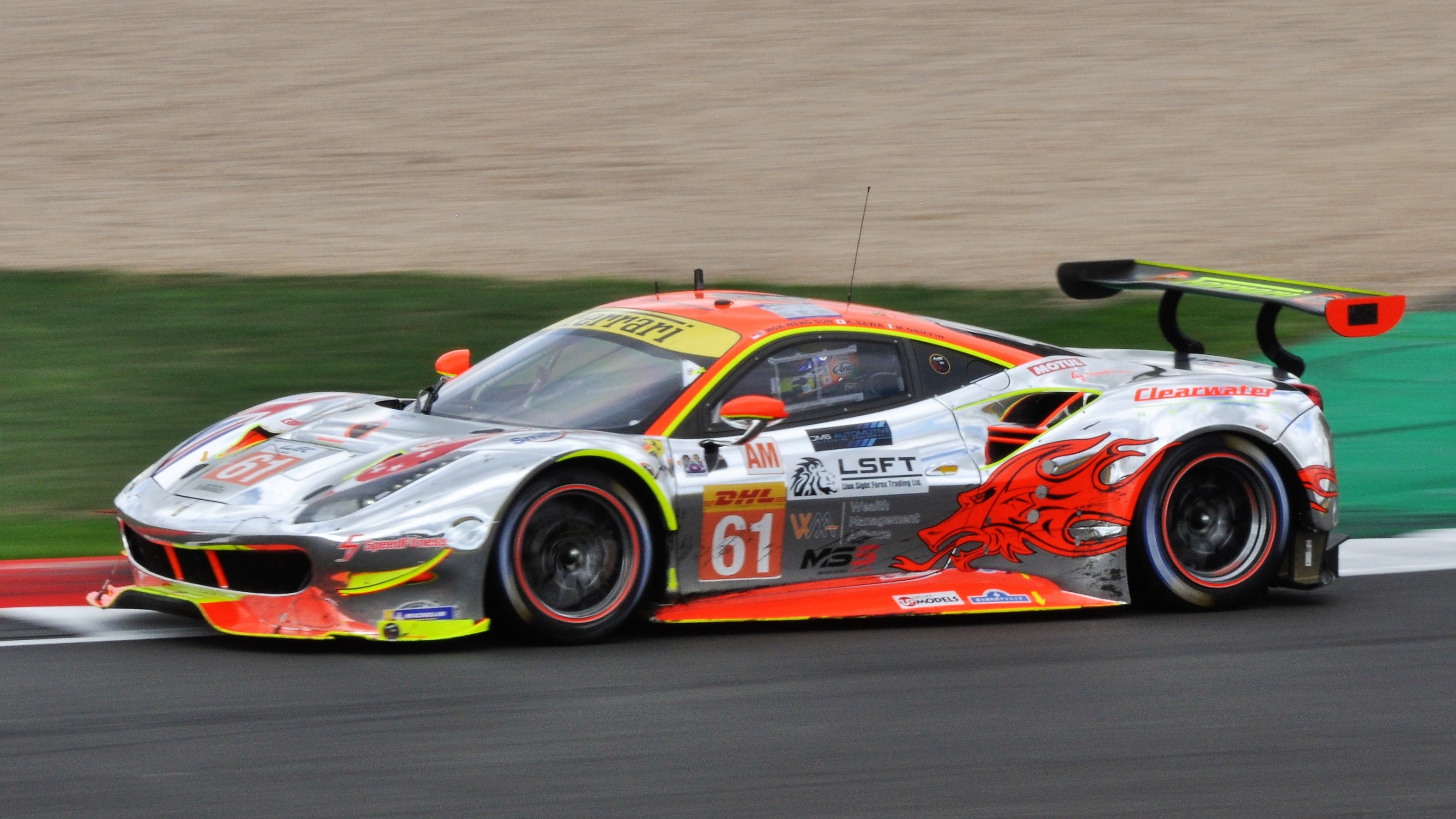
Der von Keita Sawa beim 6-Stunden-Rennen von Silverstone 2018 gefahrene Ferrari 488 GTE

Keita Sawa (japanisch 澤 圭太 Sawa Keita; * 16. August 1976 in Shiroi, Chiba) ist ein ehemaliger japanischer Automobilrennfahrer.

## Karriere
Sawa begann seine Karriere im Jahr 2002 in der japanischen Formel-3 Meisterschaft, die er jedoch zwei Jahre später verließ, um zum Fahrer in der japanischen GT-Meisterschaft zu werden. dort gewann er auch seine ersten Rennen, am Ende der Saison schaffte er als Dritter auf das Podium. Seinen ersten Meisterschaftssieg schaffte er im Porsche Carrera Cup Asia 2011. 2014 wurde er zum Sieger der Asian LeMans Series Klasse GT.
Von 2016 bis 2019 fuhr er in der FIA-Langstrecken Weltmeisterschaft in der LMGTE Am-Klasse.

## Statistik

### Le-Mans-Ergebnisse
| Jahr | Team              | Fahrzeug               | Teamkollege  | Teamkollege  | Platzierung | Ausfallgrund |
| ---- | ----------------- | ---------------------- | ------------ | ------------ | ----------- | ------------ |
| 2016 | Clearwater Racing | Ferrari 458 Italia GT2 | Weng Sun Mok | Rob Bell     | Rang 30     |              |
| 2017 | Clearwater Racing | Ferrari 488 GTE        | Weng Sun Mok | Matt Griffin | Rang 31     |              |
| 2018 | Clearwater Racing | Ferrari 488 GTE        | Weng Sun Mok | Matt Griffin | Rang 36     |              |

### Einzelergebnisse in der FIA-Langstrecken-Weltmeisterschaft
| Saison  | Team              | Rennwagen              | 1   | 2   | 3   | 4   | 5   | 6   | 7   | 8   | 9   |
| ------- | ----------------- | ---------------------- | --- | --- | --- | --- | --- | --- | --- | --- | --- |
| 2016    | Clearwater Racing | Ferrari 458 Italia GT2 | SIL | SPA | LEM | NÜR | MEX | AUS | FUJ | SHA | BAH |
| 2016    | Clearwater Racing | Ferrari 458 Italia GT2 | 30  |     |     |     |     |     |     |     |     |
| 2017    | Clearwater Racing | Ferrari 488 GTE        | SIL | SPA | LEM | NÜR | MEX | AUS | FUJ | SHA | BAH |
| 2017    | Clearwater Racing | Ferrari 488 GTE        | 20  | 27  | 31  | 26  | 25  | 22  | 20  | 24  | 22  |
| 2018/19 | Clearwater Racing | Ferrari 488 GTE        | SPA | LEM | SIL | FUJ | SHA | SEB | SPA | LEM |     |
| 2018/19 | Clearwater Racing | Ferrari 488 GTE        | 23  | 36  | 21  | 28  | 28  |     |     |     |     |